# Kollektives Gedächtnis

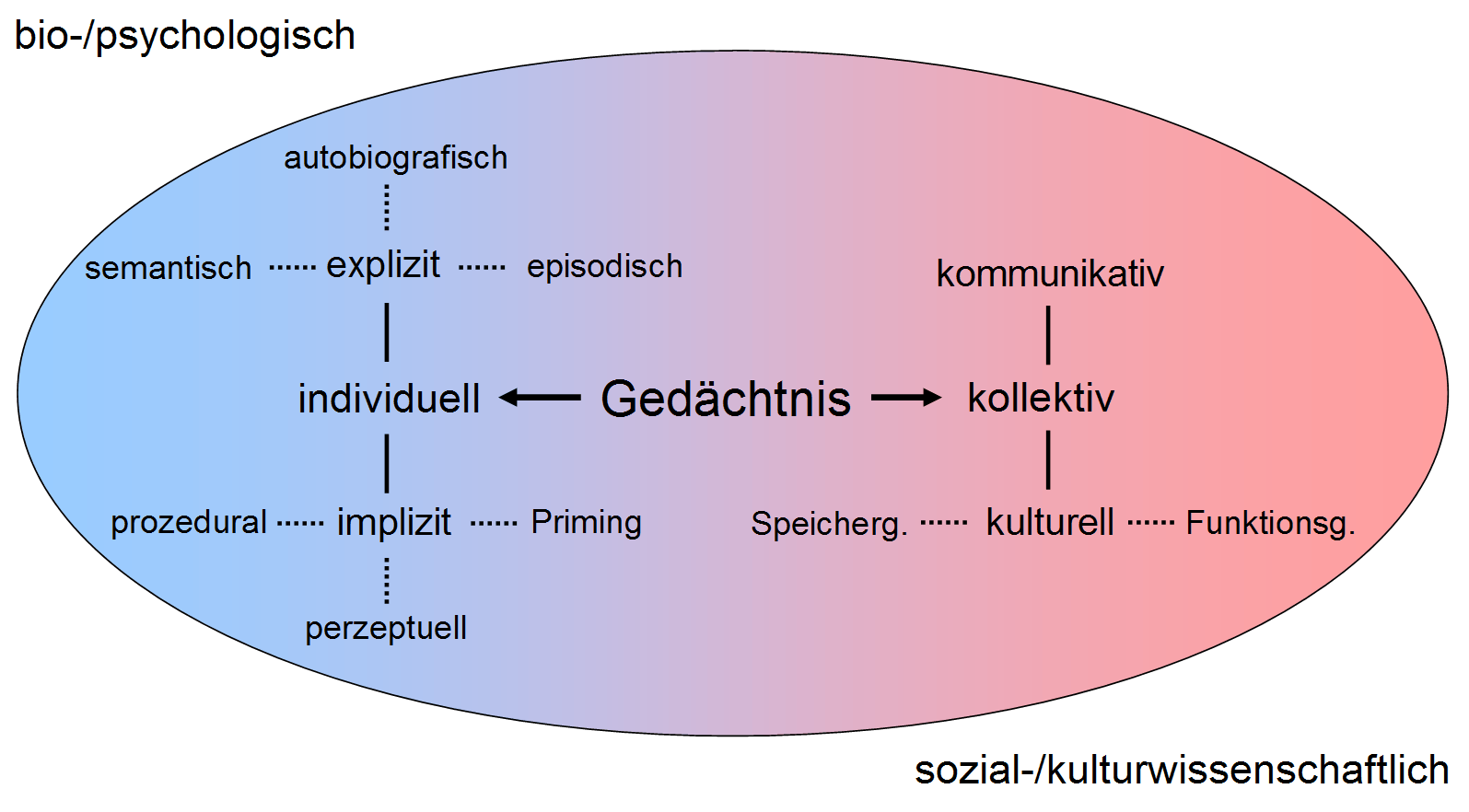
Schematische Darstellung der Formen/Funktionen von Gedächtnis in den Wissenschaften

Der Begriff kollektives Gedächtnis bezeichnet eine gemeinsame (= kollektive) Gedächtnisleistung einer Gruppe von Menschen. So wie jedes Individuum situativ zu einem individuellen Gedächtnis fähig ist, wird einer Gruppe von Menschen (Volk oder jede andere unterscheidbare soziale Gruppe) eine gemeinsame Gedächtnisleistung unterstellt. Das kollektive Gedächtnis wird als Rahmen einer solchen Gruppe verstanden: Es bildet die Basis für gruppenspezifisches Verhalten zwischen ihren Angehörigen, für ethische Normen und einen gewissen Verhaltenskodex, der es dem Einzelnen ermöglicht, im gemeinschaftlichen Interesse zu denken, zu handeln oder sich zu organisieren.
Das kollektive Gedächtnis nimmt mit Blick auf die kulturelle Vergangenheit, aber auch auf historische Abläufe oder Ereignisse, Bezug zu gegenwärtigen sozialen und kulturellen Verhältnissen, wirkt individuell auf eine Gruppe von Menschen und tradiert gemeinsames Verhalten.

## Begriff und Abgrenzung
Das Konzept des kollektiven Gedächtnisses stammt von dem französischen Philosophen und Soziologen Maurice Halbwachs, der diesen Begriff in den 1920er Jahren einführte. Es wird in jüngerer Zeit in mehreren Disziplinen, darunter auch in der Geschichtswissenschaft, als Analysekategorie verwendet.
Beim kollektiven Gedächtnis wird zwischen dem kommunikativen Gedächtnis und dem kulturellen Gedächtnis unterschieden. Diese beiden Bestandteile unterscheiden sich nach Jan Assmann durch Alltagsnähe bzw. -ferne, Geformtheit und die Art der Tradierung: Das kommunikative Gedächtnis liefert mündlich weitergegebene Erfahrungen und Traditionen; das aber nur in einem Zeitraum von ca. drei Generationen nach dem Zeitpunkt des Geschehens. Diese Form des Gedächtnisses ist immer an Menschen gebunden, weil es von der Weitererzählung lebt. Dadurch unterliegt es zugleich der Gefahr der Verfälschung (siehe auch: Stille Post). Ergänzt wird es durch das kulturelle Gedächtnis, welches ebenfalls immer an Personen gebunden ist. Dazu gehören Kunst- und Kulturgegenstände, Musik, Literatur, Mode aber auch ausgewählte Architektur. Es enthält aber auch niedergeschriebene Erinnerungen von Personen, abhängig von ihrem Wissen, ihrer Haltung und Motivation und somit für die Nachwelt konserviert. Es wirkt, je nach Pflege über mehrere Generationen hinaus. Zum Beispiel zählen Religionen, Geschichten über vergangene Ereignisse, die in Schriften niedergelegt wurden, zum kulturellen Gedächtnis.
Das Institutionelle Gedächtnis ist ebenfalls ein nicht an einzelne Personen gebundenes Gedächtnis. Es wird in besonderer Weise von der Art der Institution, ihrer Rolle im jeweiligen gesellschaftlichen Kontext und der Machtstruktur eines Landes oder einer Gruppe geprägt. Bestimmt und gepflegt wird es in der Regel von den führenden Personen der jeweiligen Institution, dabei hat es eine Art Zielfunktion und ist zugleich Instrument zur Durchsetzung der institutionellen Ziele.

## Bestandteile des kollektiven Gedächtnisses
Abhängig von der Gruppe, ihre Organisationsform, Funktionalität, Größe sowie Zielstellung können folgende Elemente unterschieden werden:
- Es bewahrt bestimmte Rituale oder auch Traditionen, wie es vor allem bei Naturvölkern oder Gruppen in abgegrenzten Territorien sehr typisch ist.
- Es nutzt bestimmte Symbole oder sachbezogene Gegenstände, wie Fahnen, Wappen[3] oder auch symbolträchtige Bauwerke wie die Pariser zum Beispiel den Eiffelturm.
- Es vereint in sich identitätsstiftende natürliche Gegebenheiten, wie eine typische Landschaft, die „Heimat“, aber auch bestimmte Tier- und Pflanzenarten, wie es zum Beispiel bei Finnland mit dem Elch oder bei Kanada durch das Ahornblatt zum Ausdruck kommt.
- Genauso gehören ausgewählte, besonders geachtete, geehrte Persönlichkeiten dazu, wie zum Beispiel Nelson Mandela für Südafrika[4] oder Mahatma Gandhi (1869–1948) für Indien[5]
- Ein wichtiges Element bilden die Kunst, bestimmte Kunstrichtungen oder Gattungen, eingeschlossen die Musik, wie sie beispielsweise bei religiösen Feierlichkeiten oder durch das Abspielen einer Nationalhymne eingesetzt wird.
- Auch historische Ereignisse mit hoher Symbolkraft wie der Holocaust/Shoa, die Atombombenabwürfe auf Hiroshima und Nagasaki, das Woodstock-Festival, die erste Mondlandung von Menschen, die Terroranschläge des 11. September 2001; aber auch regional stattgefundene und rezipierte geschichtliche Abläufe können Eingang finden, wie:
  - die verheerenden Luftangriffe der Westalliierten im Sommer 1943 auf Hamburg und die Sturmflut 1962[6]
  - die Luftangriffe auf Dresden vom 13.–15. Februar 1945
  - die beiden Währungsreformen (1923 und 1948) in Deutschland und die schwierigen Zeiten davor (1923: galoppierende Inflation bzw. Hyperinflation; 1948: Schwarzmarkt);
  - die Aufrichtung der nationalsozialistischen Herrschaft ab 1933 in Deutschland und die gezielte Auslösung des Zweiten Weltkrieges, beginnend mit dem Überfall auf Polen
  - und andere mehr.

## Wahrheit – Legenden – Lügen
Das kollektive Gedächtnis entsteht niemals aus dem „Nichts“ heraus oder weil spontan ein bestimmtes Ereignis stattgefunden hat. Es ist immer davon abhängig: Welches Wissen hat eine bestimmte Gruppe zu einem konkreten Sachverhalt? Welche Fakten sind zu dem Sachverhalt tradierend von besonderem Interesse? Was ist von dem Ereignis ganz besonders im Gedächtnis haften geblieben? Welche Ursachen und Wirkungen haben zu diesem Sachverhalt geführt? Und wie ist der Wahrheitsgehalt der damit im Zusammenhang stehenden Informationen?
Vor allem das vorausgegangene Wissen ist schon eine Art Filter dafür, ein Ereignis oder einen bestehenden Sachverhalt in einem bestimmten Licht zu betrachten. Das heißt, das Individuum macht sich einen ersten Eindruck und prüft die dabei gewonnenen Informationen auf ihre Relevanz ab. Die gewonnenen Informationen können richtig sein, sie können aber auch bewusst oder unbewusst verfälscht worden sein. Die extremste Form davon ist die Lüge. Wenn also ein stattgefundenes Ereignis bewusst verfälscht wurde, also in vollem Bewusstsein des Übermittlers der Nachricht anders dargestellt wurde, als das Ereignis wirklich war. Das finden wir in besonders ausgeprägten Varianten dort vor, wo es um die Wahrnehmung bestimmter Gruppeninteressen geht. Das fängt im ganz kleinen Bereich einer Familie an, geht über gesellschaftliche Gruppierungen, Bündnisse, Gemeinschaften, Parteien oder Religionen, betrifft aber ganz genauso Länder, Staatengemeinschaften, politische oder geografische Bündnisse. Alle diese Gruppen werden in ihrer ursprünglichsten Form durch ein gemeinsames kollektives Gedächtnis zusammengehalten, motiviert und organisiert.
Im Zuge der digitalen Revolution und der Relevanz algorithmischer Empfehlungssysteme für die Präsenz gesellschaftlicher Ereignisse und kultureller Praktiken finden vermehrt technologische Aspekte Eingang in die Debatte um das kollektive Gedächtnis.